# Кремінська міська рада
Кремінська́ міська́ ра́да — адміністративно-територіальна одиниця та орган місцевого самоврядування у Сєвєродонецькому районі Луганської області. Адміністративний центр — місто Кремінна.

## Загальні відомості
Кремінська міська рада утворена в 1938 році.
- Територія ради: 16,21 км²
- Населення ради: 26 474 особи (станом на 2001 рік)
- Територією ради протікає річка Красна

## Населені пункти
Міській раді підпорядковані населені пункти:
- м. Кремінна
- с-ще Діброва
- с-ще Житлівка
- с-ще Кузьмине
- с-ще Стара Краснянка

## Склад ради
Рада складається з 36 депутатів та голови.
- Міський голова: Прокопенко Юрій Олексійович
- Секретар ради: Пилипенко Едуард Володимирович

### Керівний склад попередніх скликань
| Прізвище, ім'я, по батькові      | Основні відомості                                                                             | Дата обрання | Дата звільнення |
| -------------------------------- | --------------------------------------------------------------------------------------------- | ------------ | --------------- |
| Гребенюк Володимир Олександрович | Міський голова, 1955 року народження, член Соціал-демократичної партії України (об'єднаної)   | 26.03.2006   | 06.09.2007      |
| Слєпцов Микола Миколайович       | Міський голова, 1960 року народження, член Партії регіонів                                    | 30.11.2008   | 31.10.2010      |
| Гриценко Віктор Іванович         | Міський голова, освіта вища, позапартійний, Кремінська райдержадміністрація, заступник голови | 31.10.2010   |                 |

Примітка: таблиця складена за даними сайту Верховної Ради України та ЦВК

### Депутати
За результатами місцевих виборів 2010 року депутатами ради стали:

#### За суб'єктами висування
| Суб'єкт висування                 | Кількість обраних депутатів | %    |
| --------------------------------- | --------------------------- | ---- |
| Партія регіонів                   | 25                          | 69,4 |
| Політична партія «Сильна Україна» | 8                           | 22,2 |
| Комуністична партія України       | 3                           | 8,3  |

#### За округами
| № округу                          | Прізвище, ім'я, по батькові       | Дата визнання обраним | Освіта  | Партійна приналежність                  | Відомості про обраного депутата |
| --------------------------------- | --------------------------------- | --------------------- | ------- | --------------------------------------- | --- |
| Комуністична партія України       |                                   |                       |         |                                         | |
| б/м                               | Попов Віктор Григорович           | 03.11.2010            | вища    | член Комуністичної партії України       | пенсіонер |
| б/м                               | Шульга Тетяна Володимирівна       | 03.11.2010            | середня | член Комуністичної партії України       | ГП Кремінське «ДЛМГ, сторож» |
| б/м                               | Бахтін Олексій Григорович         | 03.11.2010            | середня | позапартійний                           | приватний підприємець |
| Партія регіонів                   |                                   |                       |         |                                         | |
| б/м                               | Гарькава Лариса Олексіївна        | 03.11.2010            | вища    | член Партії регіонів                    | Кремінська райдержадміністрація, головний спеціаліст                                                                                       |
| б/м                               | Кравченко Віктор Іванович         | 03.11.2010            | вища    | позапартійний                           | ВАТ «Кремінський завод Ритм», голова правління                                                                                             |
| б/м                               | Абрамов Артем Володимирович       | 03.11.2010            | вища    | член Партії регіонів                    | Комунальна установа «Кремінське районне територіальне медичне об'єднання», лікар                                                           |
| б/м                               | Данілова Лідія Вікторівна         | 03.11.2010            | вища    | член Партії регіонів                    | Кремінська школа гімназія, педагог організатор                                                                                             |
| б/м                               | Скиданенко Олена Володимирівна    | 03.11.2010            | вища    | позапартійна                            | Кремінська Централізована бібліотечна система, директор                                                                                    |
| б/м                               | Андрєєв Олександр Вікторович      | 03.11.2010            | вища    | член Партії регіонів                    | приватний підприємець |
| б/м                               | Потапов Володимир Іванович        | 03.11.2010            | вища    | член Партії регіонів                    | Кремінська міська рада, секретар |
| б/м                               | Назарько Василь Леонідович        | 03.11.2010            | вища    | член Партії регіонів                    | Кремінська районна рада, головний спеціаліст                                                                                               |
| б/м                               | Гордієнко Павло Юрійович          | 03.11.2010            | середня | член Партії регіонів                    | Кремінська районна рада, головний спеціаліст                                                                                               |
| б/м                               | Лисенко Лариса Камилівна          | 03.11.2010            | вища    | член Партії регіонів                    | Кремінське відділення пенсійного фонду України, заступник начальника                                                                       |
| 1                                 | Андрійчук Володимир Васильович    | 03.11.2010            | вища    | член Партії регіонів                    | Комунальна установа «Кремінське районне територіальне медичне об'єднання», заступник головного лікаря з медичного обслуговування населення |
| 2                                 | Гриценко Юрій Іванович            | 03.11.2010            | вища    | член Партії регіонів                    | Кремінська обласна загальноосвітня школа-інтернат, вчитель-вихователь                                                                      |
| 3                                 | Мацегора Анна Миколаївна          | 03.11.2010            | вища    | позапартійна                            | Дошкільний навчальний заклад № 1 «Ластівка», завідувачка                                                                                   |
| 4                                 | Абакуменко Анатолій Валентинович  | 03.11.2010            | вища    | член Партії регіонів                    | Кремінська школа -гімназія, вчитель |
| 5                                 | Бондаренко Ірина Володимирівна    | 03.11.2010            | вища    | член Партії регіонів                    | Комунальна підприємство «Кремінський комбінат комунальних підприємств», головний бухгалтер                                                 |
| 7                                 | Колесніченко Людмила Вікторівна   | 03.11.2010            | вища    | член Партії регіонів                    | Кремінська райдержадміністрація, керівник апарату                                                                                          |
| 8                                 | Рачинський Олександр Анатолійович | 03.11.2010            | вища    | член Партії регіонів                    | Комунальна установа «Кремінна-теплокомуненерго», директор                                                                                  |
| 9                                 | Стародубцева Людмила Віталіївна   | 03.11.2010            | вища    | член Партії регіонів                    | Кремінська районна рада, головний спеціаліст виконавчого апарату                                                                           |
| 10                                | Смага Юрій Миколайович            | 03.11.2010            | середня | член Партії регіонів                    | Державне підприємство «Кремінське лісомисливське господарство», майстер лісу                                                               |
| 12                                | Лимар Ліна Володимирівна          | 03.11.2010            | вища    | позапартійна                            | Управління Пенсійного Фонду України в Кремінському районі, начальник                                                                       |
| 13                                | Склярова Ольга Володимирівна      | 03.11.2010            | середня | член Партії регіонів                    | ТОВ «Куб-газ», начальник виробничої бази                                                                                                   |
| 14                                | Чехута Наталя Василівна           | 03.11.2010            | вища    | позапартійна                            | Фінансове управління Кремінської райдержадміністрації, начальник відділу-головний бухгалтер відділу обліку та звітності                    |
| 15                                | Лебедєв Сергій Павлинович         | 03.11.2010            | вища    | член Партії регіонів                    | Кремінська районна державна адміністрація, заступник голови                                                                                |
| 16                                | Дубовий Олександр Володимирович   | 03.11.2010            | вища    | член Партії регіонів                    | Інститут хімічних технологій ім. В.Даля, викладач фізичного виховання                                                                      |
| 17                                | Кіяшко Лариса Олександрівна       | 03.11.2010            | вища    | член Партії регіонів                    | Житлівська загальноосвітня школа, вчитель початкових класів                                                                                |
| Політична партія «Сильна Україна» |                                   |                       |         |                                         | |
| б/м                               | Кузьменко Олександр Володимирович | 03.11.2010            | вища    | позапартійний                           | Кремінська райдержадміністрація, зав. відділення                                                                                           |
| б/м                               | Бабушкін Володимир Веніамінович   | 03.11.2010            | вища    | член Політичної партії «Сильна Україна» | тимчасово не працює |
| б/м                               | Пилипенко Едуард Володимирович    | 03.11.2010            | вища    | позапартійний                           | тимчасово не працює |
| б/м                               | Прокопенко Юрій Олексійович       | 03.11.2010            | вища    | позапартійний                           | Управління праці та соціального захисту населення, начальник                                                                               |
| б/м                               | Лимар Геннадій Іванович           | 03.11.2010            | вища    | член Політичної партії «Сильна Україна» | ООО ЛЕО КРЕМ, майстер |
| 6                                 | Гнелицький Костянтин Сергійович   | 03.11.2010            | вища    | позапартійний                           | приватний підприємець |
| 11                                | Карманов Микола Євгенійович       | 03.11.2010            | середня | член Політичної партії «Сильна Україна» | Житлово експлуатоційна контора№ 1, директор                                                                                                |
| 18                                | Павлов Андрій Михайлович          | 03.11.2010            | вища    | позапартійний                           | Заступник начальника відділення, кремінське районне відділення ГУ МНС України                                                              |